# Coreopsis crawfordii
Coreopsis crawfordii là một loài thực vật có hoa trong họ Cúc. Loài này được Mesfin mô tả khoa học đầu tiên năm 1999.